# Huizer Museum
Het Huizer Museum in de Noord-Hollandse plaats Huizen is een cultuurhistorisch museum. Het is ondergebracht in het 'Schouten- of Regthuis', de replica van een historisch pand aan de Achterbaan te Huizen.

## Schoutenhuis
Het Schoutenhuis uit de zeventiende eeuw was oorspronkelijk het voorhuis van een boerderij aan de rand van de historische Vissersbuurt. In de negentiende eeuw vond een verbouwing plaats waarbij het pand werd verhoogd. Een deel van het voorhuis diende als vergaderplaats van de gemeente en behoorde tot de woning van de schout van Huizen In 1920 werd het pand verbouwd tot twee woon- winkelpanden. Het werd in 1994 gesloopt en herbouwd in negentiende-eeuwse stijl. Het kreeg toen een museumfunctie. 

## Museum
In het museum wordt de geschiedenis van Huizen in beeld gebracht. Tot de collectie behoort onder meer een tegeltableau van Potterie De Driehoek dat bij de sloop van de fabriek bewaard bleef. Verder is de Huizer klederdracht er te zien en kunst van kunstenaars van de Larense School die in Huizen schilderden. Met wisseltentoonstellingen worden actuele thema’s behandeld.

## Huizer Kring
In het museum is het archief van de Historische Kring Huizen ondergebracht. Deze kring werd in 1979 opgericht met als doel verleden en heden van Huizen te documenteren.